# Apostol Kocikona
Apostol Kocikona sau Kușkona (în bulgară Апостол Кочкона/Кушкона) a fost un revoluționar de origine aromână, voievod de Corcea al Organizației Revoluționare Interne Macedoneană-Adrianopol.

## Biografie

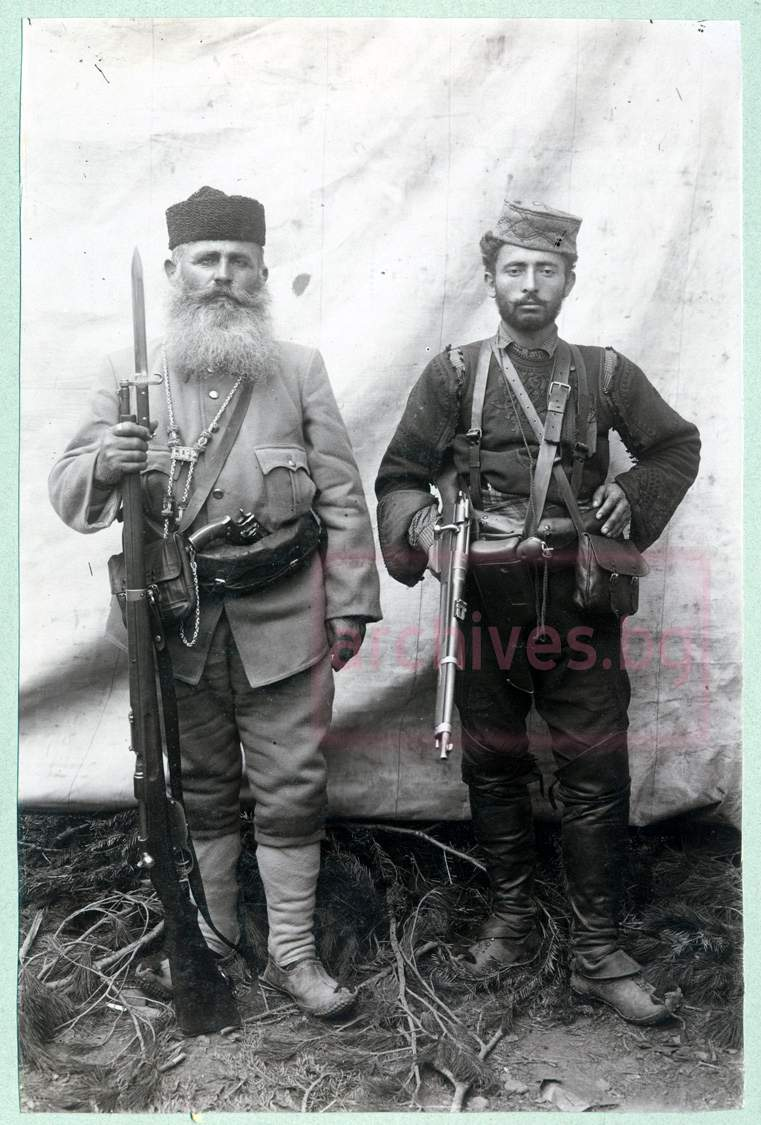
Apostol Kocikona și Ivan Ceakulev

Kocikona s-a născut în satul vlah (aromân) Pleasa din regiunea Corcea, care făcea parte atunci din Imperiul Otoman și astăzi se află în Albania, și era de naționalitate vlahă. În 1906, împreună cu Tanasi Nastu, l-a ucis pe mitropolitul grec de Corcea, Fotios Kalpidis, apoi s-au alăturat Organizației Revoluționare Interne Macedoneană-Adrianopol și au condus un detașament în regiunea Corcea. La sfârșitul lunii februarie 1907 a fost capturat, împreună cu cetnicii originari din satul Varbeni (regiunea Florina), în satul Smardesi din regiunea Kastoria. A fost eliberat în urma amnistiei ce a avut loc după Revoluția Junilor Turci din 1908.